# 1650.
◄ | 16. stoljeće | 17. stoljeće | 18. stoljeće | ►
◄ | 1620-ih | 1630-ih | 1640-ih | 1650-ih | 1660-ih | 1670-ih | 1680-ih | ►
◄◄ | ◄ | 1647. | 1648. | 1649. | 1650. | 1651. | 1652. | 1653. | ► | ►►
Arhitektura • Astronomija • Glazba • Kazalište • Kiparstvo • Knjige • Književnost • Kršćanstvo • Medicina • Politika • Pravo • Promet • Slikarstvo • Znanost

## Smrti
- 11. veljače – René Descartes, francuski filozof, fizičar, matematičar i utemeljitelj analitičke geometrije (* 1596.)
- 28. prosinca – Bartol Kašić, hrvatski pisac i jezikoslovac (* 1575.)

## Vanjske poveznice
|  | Zajednički poslužitelj ima još gradiva o temi 1650. |